# Lymantria carnecolor
Lymantria carnecolor är en fjärilsart som beskrevs av Moore 1888. Lymantria carnecolor ingår i släktet Lymantria och familjen tofsspinnare. Inga underarter finns listade i Catalogue of Life.